# لا لا (أغنية)
«لا لا» (بالإنجليزية: La La)‏ أغنية منمن ألبوم أتو بيوجرافي من كتابة وغناء المغنية العالمية آشلي سمبسون، بعد أسبوعين من توفره للتنزيل الرقمي في منتصف أغسطس 2004 ، ارتفع إلى المرتبة 37 على Billboard's Hot Digital Tracks في الولايات المتحدة . بدأ تشغيله باعتباره الألبوم الثالث والأخير للألبوم على الراديو والتلفزيون في نوفمبر 2004 ؛ في المملكة المتحدة (حيث كانت الأغنية الثانية)، تم إصدار أسطوانة في يناير 2005. كان مقطع الفيديو الخاص بالأغنية في حالة دوران شديد على قناة إم تي في بحلول ديسمبر 2004.